# Prumnopitys taxifolia
Espèce
Statut de conservation UICN

 LC  : Préoccupation mineure
Prumnopitys taxifolia, communément appelé « Mataī », est une espèce d'arbres conifères de la famille des Podocarpaceae, endémique de la Nouvelle-Zélande.

## Description
L'arbre peut mesurer jusqu'à 40 m de haut, avec un tronc pouvant atteindre 2 m de diamètre. Les feuilles sont linéaires en forme de faucille de 10-15 mm de long et 1,5-2 mm de large. Les graines sont dispersées par le Carpophage de Nouvelle-Zélande qui mange les baies et disperse les graines par ses excréments.